# Norops salvini
Norops salvini är en ödleart som beskrevs av  George Albert Boulenger 1885. Norops salvini ingår i släktet Norops och familjen Polychrotidae. Inga underarter finns listade i Catalogue of Life.